# Alexandre Babo
Alexandre Feio dos Santos Babo (Lisboa, 30 de julho de 1916 – Cascais, 2 de novembro de 2007) foi um dramaturgo, jornalista e escritor português. Era filho do jurista, escritor, Republicano e Maçon Carlos Cândido dos Santos Babo (1882–1958) e casado com a artista plástica, Elsa Peixoto.

## Biografia
Alexandre Babo ingressou em 1933 na Faculdade de Direito da Universidade de Lisboa, licenciando-se em 1939. Foi desde muito novo militante antifascista e democrata. Em 1936, na clandestinidade, foi iniciado na Maçonaria, fazendo parte da Ação Anticlerical e Antifascista e do Bloco Académico Antifascista, onde lutou contra o salazarismo. Em 1941 fundou com Amaral Guimarães e Abílio Mendes as Edições Sirius que tiveram uma importante contribuição cultural. Após a Segunda Guerra Mundial, vai para Paris como delegado da revista Mundo Literário (1946-1948). Em Londres foi bolseiro da Fundação Calouste Gulbenkian e, posteriormente, em 1960, foi correspondente do Jornal de Notícias e cronista da BBC. Realizou uma reportagem muito impressiva e inédita, que ficou no seu espólio como jornalista: “Humberto Delgado — No Porto e em Coimbra”.
Em 1941 fundou com Amaral Guimarães e Abílio Mendes as Edições Sirius, que tiveram uma importante contribuição cultural, tendo publicado as primeiras edições dos romances «Esteiros» e «Engrenagem», de Soeiro Pereira Gomes.
Em 1943 ingressou no Partido Comunista Português. Como advogado interveio nos julgamentos do Tribunal Plenário do Porto e no Supremo Tribunal de Justiça em defesa de acusados políticos. Fez parte do Conselho do Porto do Movimento de Unidade Democrática e da Comissão Distrital da Campanha do General Norton de Matos.
Enquanto exercia advocacia no Porto fundou, junto com António Pedro e Egito Gonçalves, o Teatro Experimental do Porto. Separou-se deste para, em 1960, contribuir para a fundação do Teatro Moderno do Clube Fenianos Portuenses junto com Luís de Lima e Fernando Gaspar. Foi diretor do Círculo de Cultura Teatral e em 1964, de volta a Lisboa, fundou O Palco, Clube de Teatro. Fez crítica de teatro durante dez anos.
Entre 1961 e 1965 foi colaborador permanente do Jornal de Notícias, com uma crónica às segundas-feiras. Desde 1965 exerceu advocacia em Lisboa. No campo das letras dedicou-se ao teatro, à ficção, à crítica, ao jornalismo e à tradução. Foi um dos fundadores da Associação Portuguesa de Escritores, em 1973, tendo sido sócio honorário daquela associação e cooperante da Sociedade Portuguesa de Autores desde 1977. Foi cofundador da Liga Para o Intercâmbio Cultural Social Científico com os Povos Socialistas, da Associação Portugal-URSS. Com outros, ajudou a fundar a Associação Portugal-RDA, sendo seu secretário-geral até à unificação das Alemanha's.
Em 08 de maio de 1976, realizou-se, em Lisboa, uma assembleia do Movimento Unitário de Trabalhadores Intelectuais (MUTI), para discutir o "avanço da reação na imprensa portuguesa". Da mesa diretora dos trabalhos fizeram parte os dramaturgos Luís Stau Monteiro e Bernardino Santareno, os escritores Fernando Luso Soares, Alexandre Babo e o Engenheiro Blasco Hugo Fernandes.
Várias das suas obras foram proibidas pela censura da PIDE. Recebeu a medalha de mérito cultural da Câmara Municipal de Cascais, Concelho onde vivia. Faleceu aos 91 anos, no dia 2 de Novembro de 2007, no Hospital de Cascais, deixando vários textos inéditos.
Em 1995, na cidade de Lisboa e na Biblioteca Museu República e Resistência, Alexandre Babo, organizou a exposição "Carlos Babo - O Espírito da Resistência", sobre a vida e obra do advogado, escritor, jornalista e resistente, Carlos Babo, seu pai.
O espólio literário de Alexandre Babo foi entregue pelo próprio ao Museu do Neo-Realismo no anos de 2002 e 2007, respetivamente.
A Assembleia Municipal de Lisboa, na sua reunião extraordinária de 20 de Novembro de 2007, prestou homenagem ao intelectual e ao lutador pela democracia e pela liberdade, Alexandre Babo, guardando um minuto de silêncio em sua memória e propôs à Câmara Municipal de Lisboa que o seu nome fosse atribuído a uma rua da cidade

## Algumas obras publicadas[19]

### Peças teatrais
- 1951 - Há uma Luz que se Apaga[20][21]
- 1955 - Encontro[22]
- 1960 - Estrela para um Epitáfio[23]
- 1963 - Notas de Viagem: Londres, Paris, Helsingborg, Haia[13]
- 1964 - Panaïti Istrati[13]
- 1972 - Jardim Público[24]
- 1977 - A Reunião[13]

### Contos
- 1957 - Alguns Contos[25]
- 1972 - Sem Vento de Feição[26]

### Romances
- 1994 - A Nativa do Arquipélago do Vento[27]

### Política
- 1972 - Na pátria do Socialismo[13]
- 1975 - República Democrática Alemã - Sociedade Socialista Avançada[28]
- 1975 - Abril, abril[13]
- 1976 - Escrita de Combate[13]

### Ensaio
- 1958 - Problemas de Teatro[29]

### Biografias/Memórias
- 1957 - Autobiografia e alguns contos[30]
- 1984 - Recordações de um Caminheiro[31]
- 1995 - Carlos Babo: O Espírito da Resistência[32]
- 1999 - No Meu Tempo[33]